# Naenarides malaisei
Naenarides malaisei là một loài tò vò trong họ Ichneumonidae.